# Solariola petriolii
Solariola petriolii (лат.) — вид жуков-долгоносиков рода Solariola из подсемейства Entiminae. Назван в честь энтомолога Andrea Petrioli за помощь в работе.

## Распространение
Встречаются в Италии, Сицилия (San Fratello, Passo dei Tre в горах Nebrodi, на высотах 900—1000 м).

## Описание
Жуки-долгоносики мелкого размера с узким телом, длина 3,42 мм, ширина надкрылий 1 мм, длина рострума 0,60 мм, ширина 0,40 мм. От близких видов отличается мелкими 16—17 пунктурами надкрылий и красноватым оттенком кутикулы. Основная окраска тела коричневая. Усики 11-члениковые булавовидные. Глаза редуцированные. Скутеллюм очень мелкий. Коготки лапок одиночные. Встречаются в песчаных почвах. Предположительно ризофаги.

## Таксономия
Впервые был описан в 2019 году итальянскими энтомологами Чезаре Белло (Cesare Bello, Верона, Италия), Джузеппе Озелла (Giuseppe Osella, Верона) и Козимо Бавьера (Cosimo Baviera, Messina University, Мессина). По признаку наличия на пронотуме специализированных щетинок (echinopappolepida) и узкого рострума включают в состав видовой группы Solariola doderoi трибы Peritelini (или Otiorhynchini).